# Kipo et l'âge des Animonstres
Kipo et l'âge des Animonstres (Kipo and the Age of Wonderbeasts) est une série télévisée d'animation créée par Radford Sechrist, adaptée de son webcomic Kipo de 2015. La série est produite par la société américaine DreamWorks Animation Television et animée par le studio sud-coréen Mir.
La série suit une fille appelée Kipo Oak, qui cherche son père après avoir été forcée de fuir son terrier. Pour le retrouver, elle doit explorer le monde post-apocalyptique de la surface, gouverné par des animaux mutants. En chemin, elle se lie d'amitié avec les survivants humains Louve et Benson, et les animaux mutants Dave et Mandu.
La série a été acclamée par la critique pour sa conception, sa caractérisation, sa musique, sa construction du monde, son doublage et sa diversité. La série est particulièrement remarquable pour sa représentation des LGBT et des personnages de couleur,,.
Les trois saisons de la série, chacune de dix épisodes de 24 minutes, ont été diffusées en 2020 sur Netflix. La saison 1 est sortie le 14 janvier, la saison 2 le 12 juin et la saison 3 le 12 octobre.

## Synopsis
Au 23e siècle, les animaux ont muté pour devenir des créatures anthropomorphes intelligentes appelées "Mutants". La plupart des mutants se sont soulevés contre leurs oppresseurs humains, forçant la majorité de la race humaine à vivre dans des villes souterraines appelées "terriers", tandis que la civilisation a été réduite à une friche post-apocalyptique communément connue sous le nom de "Las Vistas". C'est dans cet univers que Kipo Oak, une fille de 13 ans, est à la recherche de son père après avoir été forcée de fuir sa ville souterraine. Pour ce faire, elle voyage avec ses nouveaux amis Louve, Mandu, Benson et Dave.
Dans la première saison, Kipo est séparée de son père Lio, après que leur terrier ait été attaqué par un "méga singe", un singe-araignée mutant colossal. En traversant Las Vistas, elle rencontre et se lie d'amitié avec Wolf, une fille froide et endurcie qui a survécu seule après que sa famille adoptive de loups se soit retournée contre elle, l'optimiste Benson et son compagnon insecte Dave, ainsi que le cochon mutant Mandu. Ensemble, ils partent à la recherche du terrier où Lio et le reste de la communauté de Kipo ont fui après la destruction de leur premier abris. Au cours de leurs voyages, ils se font de nombreux alliés et ennemis mutants, y compris le tyran Scarlemagne, un mandrill mutant qui a l'intention de créer une armée humaine grâce à ses phéromones pouvant contrôler l'esprit. Kipo commence également à subir d'étranges mutations physiques qui lui confèrent des capacités mutantes.
Dans la deuxième saison, Kipo cherche à sauver son peuple après qu'il a été capturé par Scarlemagne, et découvre également l'origine de ses pouvoirs mutants. La jeune fille apprend que ses parents l'ont imprégnée avec de l'ADN mutant avant sa naissance, la transformant en un hybride mi-humain, mi-jaguar. Elle apprend également que sa mère Song, que l'on pensait auparavant décédée, est en fait le méga singe qui a détruit son terrier. Sa mutation était un effet secondaire de sa grossesse (quand elle était enceinte de Kipo) et l'attaque était contrôlé par le Dr Emilia, ancienne employée de ses parents qui cherche désormais à créer un groupe de résistance contre les mutants. Plus tard, la jeune fille découvre également que Scarlemagne était à l'origine un mandrill ordinaire nommé Hugo que ses parents se sont mis à aimer et ont secrètement élevé comme leur fils. Mais il s'est mis à les haïr quand ils ont été forcé de l’abandonner. Ces révélations amènent lentement Kipo à perdre le contrôle de ses capacités, la mettant en danger de se transformer définitivement en méga jaguar, mais elle réussit à reprendre le contrôle avec l'aide de ses amis et de sa famille. Elle bat Scarlemagne et libère Song de son contrôle mental, mais pendant ce temps, le Dr Emilia a rallié la plupart des membres du peuple de Kipo à sa cause. C'est-à-dire retransformer les mutants en animaux normaux afin que la civilisation humaine puisse ressusciter.
Dans la troisième saison, Kipo crée la H.M.U.F.A. : les Humains et Mutants Unis Fraternellement par l'Amitié (Human Mute Ultimate Friendship Alliance), pour contrecarrer le Dr Emilia, mais à du mal à faire en sorte que les humains et les mutant travaillent ensemble. Parallèlement, le Dr Emilia parvient à créer un remède anti-mutant avec l'ADN de Kipo, et c'est avec ce remède que la jeune fille transforme à nouveau sa mère en humaine. En fin de compte, Kipo réussit à établir la paix entre les mutants et les humains. Voyant ses plans déjoués et peu disposée à accepter le changement, le Dr Emilia se transforme en une méga-mutantes pour tuer Kipo et ses amis, mais elle est vaincue avec l'aide de Scarlemagne, qui se sacrifie pour sauver la jeune fille. Cinq ans plus tard, Kipo vit heureuse à la surface où les humains et les mutants coexistent enfin en harmonie.

## Distribution

### Voix originales
- Karen Fukuhara : Kipo Oak
- Sydney Mikayla : Louve
- Coy Stewart : Benson Mekler
- Deon Cole : Dave
- Dee Bradley Baker : Mandu
- Sterling K. Brown : Lio Oak
- Dan Stevens : Scarlemagne
- Jee Young Han : Song Oak
- Amy Landecker : Dr Emilia
- Jake Green : Jamack
- Michael-Leon Wooley : Tad Mulholland

 Sauf indication contraire, les informations mentionnées dans cette section peuvent être confirmées par la base de données cinématographiques IMDb,  présente dans la section « Liens externes ».

### Voix françaises
- Emmylou Homs : Kipo Oak
- Clara Quilichini : Louve
- Benjamin Bollen : Benson Mekler
- Loup-Denis Elion, puis Jean-Michel Vaubien : Lio Oak
- Barbara Beretta : Song Oak, Emma
- Emmanuel Curtil : Scarlemagne
- Donald Reignoux : Jamack
- Thierry Desroses : Tad Mulholland

version française réalisée par la société de doublage TitraFilm, sous la Direction artistique de Jean-Claude Donda.
 Source et légende : version française (VF) sur RS Doublage

## Personnages

### Principaux
- Kipo Oak : L'héroïne de la série, une jeune fille enthousiaste et curieuse qui recherche son peuple. Elle apprend plus tard que ses parents lui ont injecté de l'ADN mutant, lui donnant les pouvoirs d'un énorme jaguar mauve.
- Louve (Wolf en VO) : La meilleure amie de Kipo. Une jeune survivante endurcie du monde de la surface qui a été élevée par des loups. Elle brandit une lance faite à partir du dard d'un scorpion mortel qu'elle surnomme "Scorpy".
- Benson : Un survivant de la surface insouciant, le meilleur ami de Dave et le dernier des « fanatiques », un groupe autrefois en guerre avec l'espèce de Dave pendant deux siècles.
- Dave : Un insecte mutant et le meilleur ami de Benson qui mue à plusieurs reprises : de bébé à enfant, d'adolescent à adulte, puis à personne âgée. Il est le dernier de son espèce, une espèce d'insectes d'aspect identique qui ont tous partagé le nom de Dave et ont été en guerre pendant plus de deux siècles avec les « fanatiques » pour un ventilateur.
- Mandu : Un cochon mutant femelle a quatre yeux et six pattes, adopté par Kipo.
- Lio Oak : Le père de Kipo, un scientifique et enseignant de leur communauté clandestine. Lui et Song travaillaient à l'origine pour le Dr Emilia pour transformer les mutants en animaux normaux afin que l'humanité puisse récupérer la surface.
- Song Oak : La mère de Kipo et la femme de Lio qui travaillait à l'origine avec lui pour rétablir les mutants en animaux normaux avant qu'ils ne changent d'avis; considérée comme décédée, elle se révèle plus tard être vivante.
- Hugo "Scarlemagne" Oak : Un mandrill dérangé, flamboyant, avide de pouvoir et le frère aîné adoptif de Kipo. Il cherche à créer une utopie uniquement mutantes et à diriger Las Vistas avec une armée d'humains réduits en esclavage. En raison de l'expérimentation humaine, les phéromones dans sa sueur peuvent contrôler l'esprit des primates.
- Dr Emilia : Une scientifique humaine manipulatrice et impitoyable. Elle veut mettre fin à l'existence des mutants.

### Secondaires
- Jamack : Une grenouille mâle qui a d'abord cherché à capturer Kipo après qu'il a eu été banni de sa meute par la faute de la jeune fille. Il est depuis devenue un allié réticent.
- Tad Mulholland : Une colonie intelligente de tardigrades qui piège les gens dans des mondes de rêve.
- Blague Terry (Fun Gus en VO) : un champignon/bactérie (en anglais champignon, plutôt dans le sens de moisissure = fungus) avec une âme d'enfant coincé dans l'ancien terrier des parents de Kipo et qui cherche de la compagnie.
- Les sœurs chèvres (The Chevre Sisters en VO) : des chèvres mutantes qui lisent l'avenir dans le fromage.

## Production

### Développement
Kipo et l'âge des Animonstres a été créé par Radford Sechrist, ancien scénariste pour Dan Vs. et plus tard réalisateur sur Voltron, le défenseur légendaire. Après avoir quitté son emploi d'animateur, Sechrist a commencé à publier le webcomic Kipo sur Tumblr en 2015. La série animée basée sur le webcomic a été annoncée pour la première fois au Festival international du film d'animation d'Annecy en juin 2019. Sechrist a comparé la série au Magicien d'Oz, « mais au lieu de souliers de rubis, [Kipo] porte des Converse ».

### Musiques
La bande originale de la série, comprenant plusieurs chansons originales, a été composée par Daniel Rojas. Il s'inspire d'un mélange éclectique de styles musicaux, de la musique folk à la musique classique et au hip-hop, avec le membre fondateur du Wu-Tang Clan et le doubleur de Bad Billions, GZA, qui a reçu le crédit de co-écriture pour le "Newton Wolves Rap". Le premier album de bande originale, Kipo and the Age of Wonderbeasts: Saison 1 Mixtape, est sorti en janvier 2020 édité par Back Lot Music. Le deuxième album de la bande originale, intitulé Kipo and the Age of Wonderbeasts: Season 2 Mixtape, est sorti fin mai 2020 toujours édité par Back Lot Music.

## Épisodes
| Saison | Saison | Épisodes | Diffusion originale |
| ------ | ------ | -------- | ------------------- |
|        | 1      | 10       | 14 janvier 2020     |
|        | 2      | 10       | 12 juin 2020        |
|        | 3      | 10       | 12 octobre 2020     |

### Saison 1
1. La fille du terrier (Burrow girl)
2. Baies explosives (Explosion berries)
3. Des bûcherons et des chats-teignes (Real cats wear plaid)
4. Cäctusville (Cäctustown)
5. Les astronomes en col roulé (The Astronomers in Turtlenecks)
6. Ratland (Ratland)
7. Mulholland (Mulholland)
8. Bec-bec (Twin Beaks)
9. Un monde sans pitié (Mute-Eat-Mute World)
10. Au-delà de la vallée des chiens (Beyond the Valley of the Dogs)

### Saison 2
1. La patte du jaguar (Paw of the Jaguar)
2. La prophétie du formage de chèvre (The Goat Cheese Prophecy)
3. La ballade de Brunchington Beach (The Ballad of Brunchington Beach)
4. Mortel, le scorpion (To Catch a Deathstalker)
5. Bague Terry : Partie 1 (Fun Gus Part One)
6. Bague Terry : Partie 2 (Fun Gus Part Two)
7. Le Benson et la Bête (Benson and the Beast)
8. Le singe qui voulut être roi (Sympathy for the Mandrill)
9. Tout ce qui brille (All That Glitters)
10. Les héros sont en feu (Heroes on Fire)

### Saison 3
1. Tout est crabe (Everything is Crabs)
2. Nom de code : Milkshake (Code Word Milkshake)
3. Une louve en habits de Louve (A Wolf in Wolf's Clothing)
4. N'oublie jamais chat (Don't You Forget a Meow Me)
5. Song remixée (Song ReMix)
6. C'est un piège ! (It's a Trap)
7. Requiem pour un Dave (Requiem for a Dave)
8. Trésors cachés (Hidden Treasures)
9. Le "bhal" des promesses (Prahmises)
10. L'âge des animonstres (Age of the Wonderbeasts)

## Réception
Les trois saisons de Kipo et l'âge des Animonstres ont eu un score de 100% sur Rotten Tomatoes, mais avec trop peu d'avis pour un consensus critique.